# Operațiunea Regulus
Operațiunea Regulus a fost o acțiune desfășurată în perioada celui de-al Doilea Război Mondial, având ca scop organizarea unei răscoale împotriva ocupației sovietice în România și readucerea țării de partea Germaniei Naziste.

## Context
Lovitura de stat de la 23 august 1944, din România, a avut consecințe devastatoare asupra celui de-al Treilea Reich. Din punct de vedere politic, Germania a pierdut un aliat și a câștigat un adversar. Ieșirea României din alianță a zguduit și încrederea altor aliați precum Bulgaria, Ungaria, Finlanda și Slovacia. Din punct de vedere economic, pierderea câmpurilor de petrol de la Ploiești a dus la o scădere dramatică a aprovizionării cu combustibil pentru mașinăria de război germană, ceea ce a dus la restrângerea acțiunilor militare ale Wehrmacht-ului. Din punct de vedere militar, schimbarea de tabără a României a însemnat pierderea a cinci state majore și a 18 divizii de pe frontul sud-ucrainean.
Schimbarea de front a avut, de asemenea, consecințe grave asupra minorității germane din România. Înaintarea Armatei Roșii a dus la un exod masiv al populației germane și la abuzurile autorităților române și ale Armatei Roșii asupra celor rămași în urmă. Măsurile inițiate de conducerea nazistă a Germaniei, care ar fi trebuit să conducă la o schimbare de conducere la București și la protecția minorității germane din România, erau condamnate din start la eșec. Pe de o parte, au venit prea târziu, iar pe de altă parte, lipseau forțele militare necesare pentru a le pune în aplicare. Ca soluție, conducerea Reich-ului a acceptat propunerea liderilor legionarilor, Horia Sima, de a iniția o "lovitură de răspuns". Cu alte cuvinte, se urmărea readucerea României de partea Germaniei printr-o revoltă internă pentru a sprijini o ofensivă militară germană.

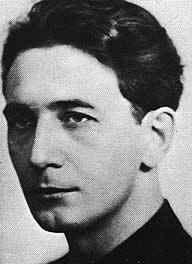
Horia Sima

Conducerea și puțin peste 400 de membri ai Legionarilor nu se aflau în România pe data de 23 august 1944. Aceștia se aflau în Germania ca urmare a rebeliunii din 1941, fiind aduși acolo cu consimțământul conducerii statale române, în două locații cu statut de azilanți politici. Majoritatea legionarilor se aflau în apropiere de Rostock, unde lucrau la fabrica de avioane Heinkel. Cu toate acestea, ei reprezentau o "forță de rezervă inactivă", care, în lipsa altor opțiuni, ar fi trebuit să aducă salvarea după data de 23 august 1944. Horia Sima, liderul legionarilor, a elaborat imediat după eliberarea sa un plan pe care l-a trimis personal lui Adolf Hitler și care este detaliat prezentat în memoriile lui Sima: "Imediat după sosirea mea la Viena (sediu al „Guvernului Național Român” din august 1944 până în mai 1945), am primit o scrisoare de la Hitler, semnată de el - de altfel singura legătură pe care am avut-o cu el -, în care mi-a cerut să recrutez contingente voluntare în Transilvania, cu ajutorul cărora să blochez trecătorile Carpaților în fața înaintării iminente a Armatei Sovietice." 
Cu toate acestea, propunerea din începutul lunii septembrie era complet nerealistă, deoarece, la acea dată, legionarii nu dispuneau de forțele necesare pentru a realiza o astfel de acțiune. În plus, evoluțiile de pe front au făcut imposibilă blocarea trecătorilor Carpaților, deoarece Armata Roșie se afla deja dincolo de acestea. Dezamăgit de această propunere, Sima face o altă sugestie, nu una de natură militară, ci "o răsturnare de situație din interior, o inversare a evenimentelor de la 23 august, care să se producă în favoarea Germaniei și a poporului român prin intermediul conducerii statului și a armatei".
Propunerea concretă a lui Sima viza utilizarea cu pricepere a atmosferei negative din țară, a nemulțumirii în rândurile populației și al armatei române, generate de acțiunile Armatei Roșii. Se dorea convingerea unei părți a armatei române să treacă de partea Wehrmacht-ului german. În acest sens, un emisar al lui Sima ar fi trebuit să stabilească contacte cu personalități din viața politică și militară în București. La aceasta urmau să contribuie și agenții germani care rămăseseră pe teritoriul României după data de 23 august. Sima spera personal la trecerea de partea lor a cel puțin unei părți a armatei române, ceea ce, coordonat cu o ofensivă germană în Ungaria, ar fi dus la prăbușirea trupelor sovietice în România. Datorită lipsei altor soluții, acest plan a fost acceptat de către conducerea germană, care a dispus o cooperare imediată între serviciile de informații germane, conducerea legionară și conducerea Grupului Etnic German din România. 

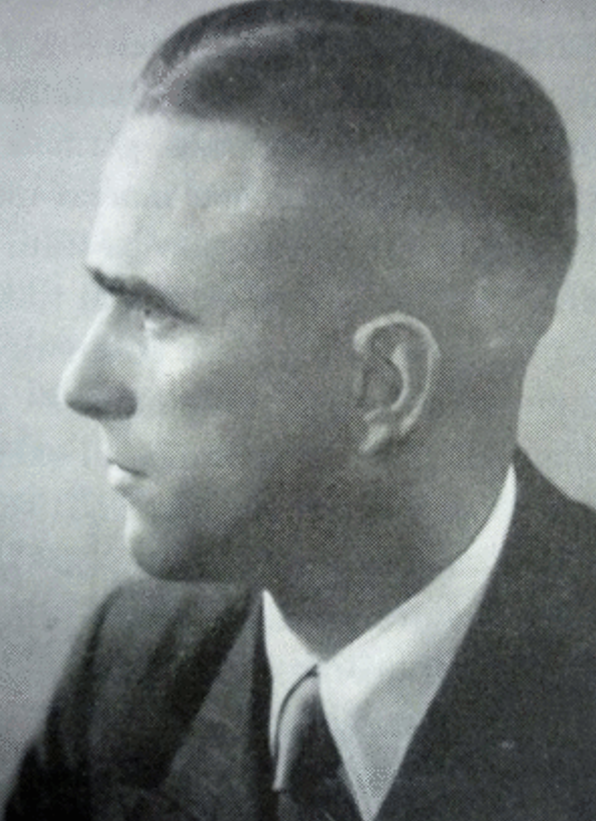
Andreas Schmidt

Andreas Schmidt, un politician sas transilvănean, a jucat un rol important în punerea în aplicare a planului. Acesta a fost imediat dispus să colaboreze cu legionarii. Între timp, serviciile secrete germane au început să desfășoare manevre de diversiune și acte de sabotaj în teritoriile ocupate de Armata Roșie. În octombrie 1944, a avut loc o întâlnire în Ungaria între Andreas Schmidt și Heinrich Himmler, la care au participat și Walter Schellenberg și Otto Skorzeny. Skorzeny era la acea vreme conducătorul unuia dintre serviciile implicate în pregătiri, fiind cunoscut, în special, pentru îndrăzneța și curajoasa operațiune de eliberare a lui Benito Mussolini în 1943.
La această întâlnire din octombrie 1944, Himmler a subliniat în mod expres necesitatea de a organiza o mișcare de rezistență largă în teritoriile ocupate: s-a afirmat că trebuie să se desfășoare acțiuni militare, atentate teroriste și manevre de distragere în spatele sovieticilor, pentru care ar trebui să se folosească grupările naționale. Himmler i-a propus lui Andreas Schmidt să meargă în România, unde să supravegheze pregătirile și să inițieze răscoala armată în spatele Armatei Roșii. Oportunitățile practice de realizare a acestui plan au fost discutate separat la această întâlnire între Andreas Schmidt, Walter Schellenberg și Otto Skorzeny. Ei au ajuns la concluzia că Andreas Schmidt trebuie să se deplaseze în România împreună cu conducerea legionară, deoarece acțiunea trebuia să fie realizată în colaborare cu membrii Legiunii. Deoarece exista temerea că această inițiativă ar putea duce la o acțiune a Armatei Roșii împotriva minorității germane din România, s-a decis ca primele grupuri de intervenție, formate din membri ai minorității germane și legionari, să servească în principal ca recunoaștere, iar doar legionarii să execute actele de sabotaj și terorism. Aceste temeri rezultă clar dintr-o scrisoare redactată de Walter Schellenberg în octombrie 1944.
În același timp, în octombrie, a avut loc și o altă întâlnire la Viena între Andreas Schmidt și Horia Sima, în cadrul căreia Schmidt l-a informat pe Horia Sima cu privire la conținutul discuției cu Himmler și a cerut trimiterea liderilor legionari în România, persoane cu autoritate. Aceștia ar fi trebuit să posede puterea de convingere necesară pentru a determina membrii Legiunii să acționeze, precum și pentru a influența rangurile superioare ale armatei și liderii politici. Grupurile trimise în acest scop ar fi trebuit să fie formate exclusiv din membri ai Legiunii. Coordonarea întregii acțiuni ar fi fost preluată, desigur, de către serviciile secrete germane. 
În istorie, această acțiune a devenit cunoscută sub numele de "Parașutiștii" (în germană: Fallschirmspringer), dar denumirea este incorectă, numele corect sub care s-a desfășurat fiind Operațiunea Regulus. Aceasta reiese din procesele verbale de interogatoriu care se află la Washington și care au fost înregistrate în timpul interogării celor implicați în acțiune. În aceste protocoale sunt specificate și planurile detaliate și obiectivele de lansare a grupelor mixte de agenți compuse din membri ai Legiunii și ai Grupului Etnic German, cu sarcinile concrete: 
- stabilirea unui contact cu rezistența antisovietică și agenții rețelelor de informații germane rămase în România după 23 august 1944;
- colectarea și transmiterea de informații despre Armata Roșie și atmosfera din țară;
- pregătirea unei revoltă interne împotriva ocupației sovietice. Aceasta urma să fie cea mai importantă acțiune a serviciilor de informații germane în ultimele luni ale războiului.

Spre deosebire de Andreas Schmidt, Horia Sima nu s-a implicat direct în acțiune, ci a rămas în Viena, unde se afla Guvernul Național Român (guvern marionetă în exil, care urma să devină activ în părțile neocupate încă de Uniunea Sovietică din România, dar până la formarea acestuia, în cele din urmă, pe 10 decembrie 1944, linia frontului era deja în Ungaria). Făceau parte din grupurile de parașutiști, însă, cei doi colaboratori apropiați ai săi, secretarul general al mișcării, Nicolae Petrașcu, și comandantul Legiunii pentru Transilvania, Nistor Chioreanu.

## Desfășurare
Pregătirile pentru această operațiune au început în noiembrie 1944, iar în această etapă au avut loc instruiri în diverse domenii, precum sărituri cu parașuta, comunicare radio, utilizarea armelor și tactici de sabotaj. Viitorii agenți aveau ca instructori foști membri ai Abwehr din „Divizia Brandenburg”. Cu toate eforturile depuse, cunoștințele transmise erau limitate la un minimum, iar astfel, pregătirea agenților nu era cea mai bună.
Pentru transport era disponibilă o unitate a Luftwaffe, Escadrila 200, o unitate aeriană specializată în parașutări nocturne ale agenților în spatele liniilor inamice. Grupurile implicate în operațiune erau alcătuite din șase până la opt persoane și erau dotate cu echipamente necesare, cum ar fi sisteme radio portabile, pistoale-mitralieră, grenade, muniție, hărți, bani și alte obiecte utile. Parașutările aveau loc în principal în zona Brașovului și Sibiului, dar și în alte regiuni, precum Banatul și centrul Transilvaniei. 
Prima parașutare din cadrul „Operațiunii Regulus” a avut loc în noaptea de 6 spre 7 noiembrie 1944. Grupul era format din membrii precum Andreas Schmidt, Nicolae Petrașcu, Nistor Chioreanu și Ilie Colhon. Planul întreg al operațiunii a fost privit cu suspiciune de mulți participanți și agenți, fiind considerat o misiune extrem de periculoasă.
Din cauza sistemului antiaerian rusesc, avionul nu a putut ajunge la punctul de parașutare planificat în Brașov și a fost nevoit să devieze de la traseu. Astfel, parașutarea a avut loc la o distanță de peste 150 km față de locația inițială. Cu toate acestea, grupul a reușit să se orienteze și să ajungă la destinație fără a suferi vătămări, inițiind pregătirile atât pentru legionari, cât și pentru grupul etnic german.
Andreas Schmidt s-a deplasat la București, unde s-a întâlnit cu Roland Gunne, adjunctul șefului rețelei de agenți SD din România în perioada 1940-1944, și cu Fritz Cloos (care va deveni colaborator al Securității).
Atât autoritățile române, cât și cele sovietice au avut informații detaliate despre parașutările agenților din noiembrie 1944 și au cunoscut țintele urmărite. Al doilea grup de parașutiști a sărit în Transilvania în noaptea de 24 spre 25 decembrie, aproape de Brașov, și era format din lideri importanți ai grupului etnic german. Membrii acestui grup au fost capturați mai târziu de autoritățile rusești. Un alt grup a fost parașutat în Banat în ianuarie 1945, iar toți membrii au reușit să ia legătura cu agenții Sieherheitsdienst și să organizeze depozite secrete de arme în zona Sibiului și Brașovului. Aproximativ 1500 de persoane, în mare parte ofițeri și soldați germani care se ascundeau încă în Transilvania, au fost contactați și pregătiți pentru acest plan.
Până la sfârșitul lunii ianuarie 1945, autoritățile române dispuneau de informații extinse despre pregătirile în curs, iar termenul "a cincea coloană" era folosit în corespondența internă. Aceste informații au ajuns și la autoritățile sovietice. Printre informatori se număra și Alexandru Țăranu, care a fost agent dublu și radio-operator al Abwehr-ului în perioada 1940-1944. Țăranu a fost capturat de NKVD în septembrie 1944 și a fost forțat să lucreze pentru sovietici sub amenințarea execuției. Prin intermediul lui Țăranu, sovieticii erau informați constant despre comunicările radio între Germania și România. Deși radiourile întâmpinau probleme tehnice, membrii mișcării de rezistență reușeau să transmită informații importante către Germania despre situația politică, atmosfera din România, mișcările trupelor și potențialul militar.
Pentru a raporta despre stadiul pregătirilor, Andreas Schmidt și adjunctul lui Horia Sima, Constantin Stoicănescu, ar fi trebuit să părăsească România în secret în februarie 1945. Cel târziu în martie, planul revoltelor și ofensiva germană ar fi trebuit să fie puse în aplicare: de data aceasta, scopul era să se provoace prăbușirea militară în spatele Armatei Roșii și recucerirea României, în special a câmpurilor petroliere de la Ploiești. Faptul că ultima mare ofensivă a Wehrmachtului a avut loc în martie pe frontul ungar dovedește că planul viza în această direcție. Plecarea a avut loc pe 9 februarie din Brașov, dar atât autoritățile românești, cât și cele sovietice fuseseră informate în prealabil de radiotelegrafistul Alexandru Țăranu. Andreas Schmidt a călătorit sub un nume fals, „caporal Bâtlan”. Avionul a fost doborât de sovietici în spațiul aerian ungar, în apropiere de Miskolc. Schmidt și Stoicănescu, răniți, au fost capturați și transferați la Moscova, în închisoarea NKVD, Lubianka. Acolo au avut loc interogatorii, existând o documentație a interogatoriului care, probabil, se află în arhiva FSB de astăzi. Doborârea avionului și documentația interogatoriului au fost ultimele urme ale lui Andreas Schmidt și Constantin Stoicănescu, după care nu mai există altele care să poată fi urmărite. Despre Andreas Schmidt se știe doar că a murit în 1948 în lagărul de muncă de la Vorkuta, în circumstanțe neclare. Despre Constantin Stoicănescu se poate doar presupune că a murit în închisoarea Lubianka ca urmare a rănilor.
După capturarea lui Andreas Schmidt, autoritățile sovietice au permis celorlalți participanți să se deplaseze liber în România, dar sub supraveghere. Cu toate acestea, toți aceștia au fost arestați după data de 9 mai 1945, când situația a fost clarificată. Roland Gunne și Fritz Cloos au fost arestați în Brașov, majoritatea arestărilor având loc în mai și iunie 1945. Toți cei arestați au fost transferați în Moscova, unde au fost interogați și condamnați pentru spionaj conform Articolului 58/6 din Codul Penal sovietic. Aproximativ 55 dintre cei condamnați au fost ulterior transferați în Germania și România. Printre cei aduși în România s-a numărat și Fritz Cloos. În România, aceștia au fost închiși din nou de Securitate pentru o perioadă de unu sau doi ani. Unii dintre ei, inclusiv Fritz Kloos, au ales să lucreze pentru Securitate în această perioadă.
Există dovezi care sugerează că agenții legionari au stabilit contacte cu politicieni influenți precum Iuliu Maniu, Nicolae Rădescu și ofițeri superiori și generali, inclusiv cu generalul Gheorghe Avramescu, comandantul suprem al Armatei a IV-a române. Planul implica implicarea acestuia din urmă și a întregii sale armate în sprijinul germanilor.

## Efecte
Cu toate că operațiunea a eșuat, ea a avut totuși o importanță: din cauza puciului intenționat - scopul "Regulus" - sovieticii au exercitat o presiune mai puternică pentru instalarea unui guvern controlat de ei în România, fiind instituit guvernul Petru Groza. Din documentele de arhivă reiese că atât Andrei Vișinski (Procuror General al Uniunii Sovietice și Ministru de Externe al Uniunii Sovietice între 1949 și 1953), cât și Rodion Malinovski (Mareșal al Uniunii Sovietice și comandantul suprem al Forțelor Terestre Sovietice) s-au referit direct la acest "plan de sabotaj împotriva Armatei Roșii" în conversația lor cu Regele Mihai. 
Deși decizia de deportare a minorităților germane din Europa de Est fusese luată la nivel central în decembrie 1944 și ordonată de Stalin și Beria, nu poate fi exclus că Operațiunea Regulus nu a putut influența accelerarea și anticiparea deportării, dar acest aspect nu poate fi confirmat în totalitate. Grupul Etnic German a reacționat tardiv în primele zile după 23 august, iar existența unor informații limitate și neîncrederea în înlăturarea lui Antonescu sunt factori ce pot explica acest lucru.
Andreas Schmidt, care avea informații despre situația alarmantă din România, a călătorit la Berlin înainte de 10 august 1944 pentru a raporta personal despre aceasta. Cu toate că nu a fost primit de Hitler, a discutat cu Ribbentrop la cartierul general al lui Hitler din Rastenburg, în Prusia de Est. La 15 august, Ribbentrop a trimis un telegramă către Manfred von Killinger, reprezentantul Germaniei în București, pentru a verifica informațiile prezentate de Schmidt. Killinger a negat aceste informații și a refuzat să creadă că Antonescu ar putea fi înlăturat. În Brașov, sediul Grupului Etnic German, personalul lui Schmidt a urmărit evenimentele fără îngrijorare, având încredere că autoritățile române și armata germană vor recâștiga controlul și vor opri înaintarea trupelor sovietice în Transilvania. Evacuarea efectivă a început abia pe 25 august.
În timpul retragerii, adjunctul lui Schmidt, Otto Liess, a suferit un accident vascular cerebral la începutul lunii septembrie. Arhiva Grupului Etnic German din Brașov a fost sortată de membri ai Siguranței, iar unele documente au fost duse la București în jurul zilelor de 27-28 august. Cu toate acestea, o parte din această arhivă a fost găsită printre bunurile lui Andreas Schmidt și a fost păstrată. Autoritățile române nu au exercitat imediat controlul în Brașov și Sibiu și nu au atacat unitățile germane, ci le-au permis să se retragă, încheindu-se acorduri, în timp ce luptele începeau la București.